# Trichosanthes cycloopensis
Trichosanthes cycloopensis är en gurkväxtart som beskrevs av Lu Q.Huang. Trichosanthes cycloopensis ingår i släktet Trichosanthes och familjen gurkväxter. Inga underarter finns listade i Catalogue of Life.